# DSM N.V.
Koninklijke DSM N.V. eller DSM er en hollandsk multinational virksomhed indenfor fødevarer, ernæring og materialer. Hovedkvarteret er i Heerlen og de er tilstede i 50 lande. I 2017 var der 21.054 ansatte og omsætningen var på 8,632 mia. Euro. DSM er hovedsponsor for cykelholdet Team DSM.

DSM's ernæringsprodukter omfatter syntetiske vitaminer, karotin, brystmælk oligosaccharider, ernærings lipider og andre ingredienser til foder, mad, medicin og personlig pleje.
DSM's fødevareprodukter omfatter fødevareenzymer, mikrokulturer, gærsvampekstrakt, kunstige smagstoffer, kolloid og andre specielle ingredienser til mejeriprodukter, bagning og brygning.
DSM's materialer omfatter DSM Engineering Materials, DSM Protective Materials og DSM Resins & Functional Materials. DSM Engineering Materials’ er special plastik der benyttes i elektricitet, elektronik, biler, fødevareemballage og forbrugsgoder.
DSM Protective Materials er opfinder, producent og markedsfører af Dyneema. DSM Resins & Functional Materials producerer harpiksløsninger til maling, blæk, stereolitografi og overfladebehandlinger til industri og optisk fiber.

## Historie
DSM blev etableret af den hollandske stat i 1902, som et kulmineselskab i det sydlige Limburg, senere udvidede de forretningen til også at omfatte handel og produktion af kemikalier. I 1973 lukkede den sidste kulmine, men initialerne DSM for Dutch State Mines blev bevaret.